# Codi ATC D07
El  codi ATC D07, descrit com Preparats dermatològics amb corticoesteroides, és una subgrup terapèutic de l'Anatomical, Therapeutic, Chemical Classification System (ATC). La classificació ATC és un sistema de codis alfanumèric desenvolupat per l'Organització Mundial de la Salut (OMS) per als fàrmacs i altres productes sanitaris. El subgrup D07 és part del grup anatòmic D Medicaments dermatològics.

Els codis per a ús veterinari (codis ATCvet) poden han estat creats afegint la lletra Q davant dels codis ATC humans: QD07... 
Les adaptacions estatals de la classificació ATC poden incloure codis addicionals no presents en aquesta llista, que segueix la versió de l'OMS.

## D07A Corticosteroides, monodrogues
D07A A Corticosteroides de baixa potència (grup I)
D07A B Corticosteroides moderadament potents (grup II)
D07A C Corticosteroides potents (grup III)
D07A D Corticosteroides molt potents (grup IV)

## D07B Corticosteroides amb antisèptics, en combinació
D07B A Corticosteroides de baixa potència en combinació amb antisèptics
D07B B Corticosteroides moderadament potents en combinació amb antisèptics
D07B C Corticosteroides potents en combinació amb antisèptics
D07B D Corticosteroides molt potents en combinació amb antisèptics

## D07C Corticosteroides en combinació amb antibiòtics
D07C A Corticosteroides de baixa potència en combinació amb antibiòtics
D07C B Corticosteroides moderadament potents en combinació amb antibiòtics
D07C C Corticosteroides potents en combinació amb antibiòtics
D07C D Corticosteroides molt potents en combinació amb antibiòtics

## D07X Corticosteroides, altres combinacions
D07X A Corticosteroides de baixa potència, altres combinacions
D07X B Corticosteroides moderadament potents, altres combinacions
D07X C Corticosteroides potents, altres combinacions
D07X D Corticosteroides molt potents, altres combinacions